# Musikåret 2022

## Händelser

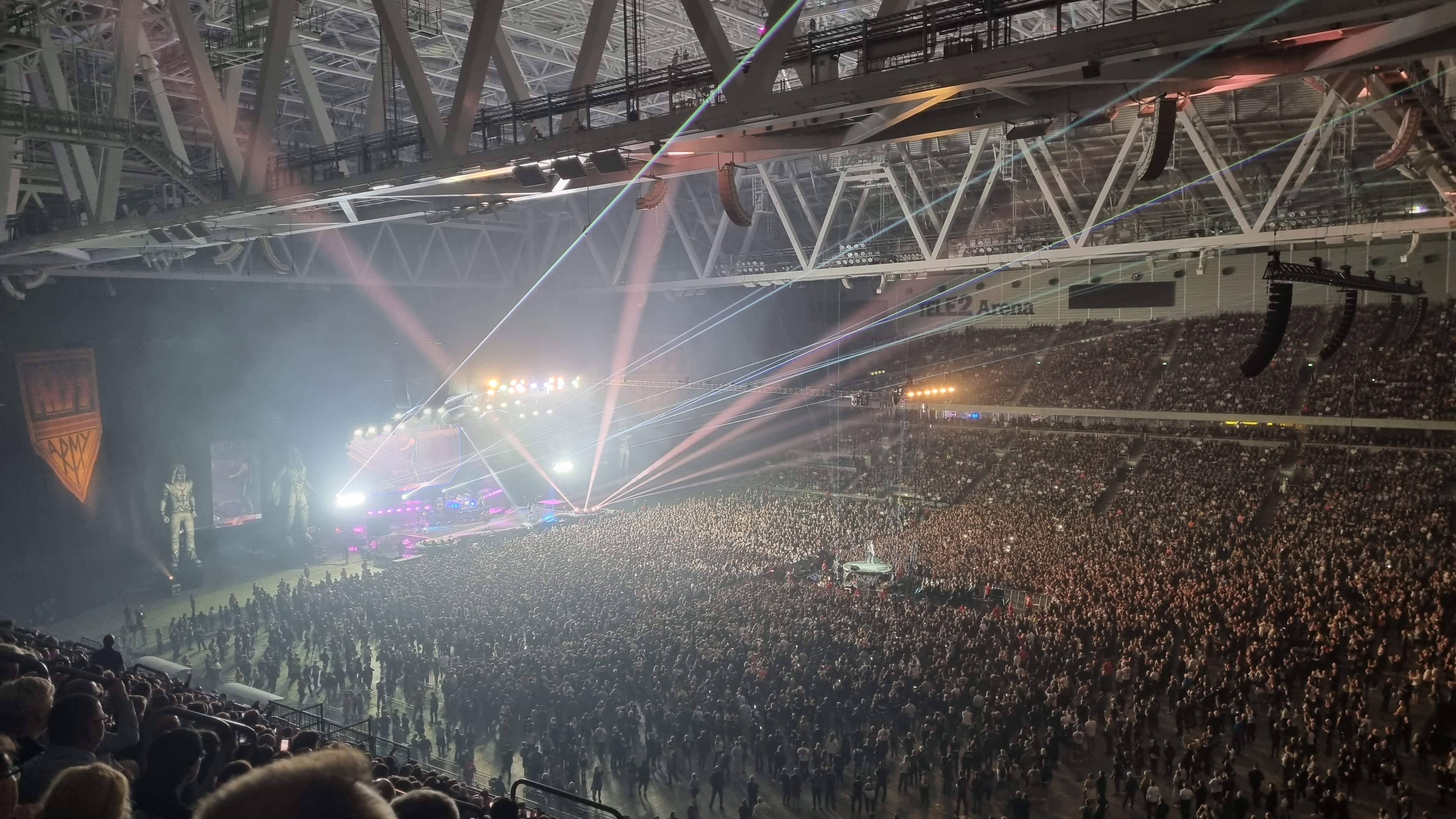
Kiss i Tele 2 Arena.

- 9 februari: Covid-19-pandemins restriktioner tas bort.[1]
- 11 februari: Veronica Maggio blir den första artisten som når 1 miljard streams på en låtkatalog helt på svenska.[2]
- 21 februari: American Song Contest i USA.[3]
- 12 mars: Låten "Hold me Closer" framförd av Cornelia Jacobs vinner Melodifestivalen 2022.[4]
- 14 maj: Låten "Stefania" framförd av Kalush Orchestra vinner Eurovision Song Contest 2022, förlagd till Turin i Italien.[5]
- 10 juni: Laleh uppträder på Ullevi, Göteborg.[6]
- 18 juni: Kiss uppträder i Tele 2 Arena, Stockholm.[7]
- 22 juni: Kiss uppträder i Scandinavium, Göteborg.[8]
- 29 juni: The Ark inleder sin återföreningsturné i Lokverstan, Motala, 11 år efter bandets uppbrott.[9]
- 21 juli: Lady Gaga uppträder på Friends Arena, Stockholm med turnén The Chromatica Ball.[10]
- 28, 29 & 30 juli: Rammstein uppträder på Ullevi, Göteborg.[11]
- 31 juli: The Rolling Stones uppträder i Friends Arena, Stockholm. Thåström är support.[12]
- 10, 11 augusti: Ed Sheeran uppträder på Ullevi, Göteborg.[13]
- 19, 20, 26, 27 augusti: Håkan Hellström uppträder i Ullevi, Göteborg och sätter publikrekord.[14]
- 17 oktober: Kendrick Lamar uppträder på Avicii Arena, Stockholm.[15]
- 31 oktober: Taylor Swift tar över alla topp 10-placeringar på Billboardlistan för de mest spelade låtarna den veckan, med albumet Midnight. Det är första gången någonsin en artist gjort det.[16]

## Priser och utmärkelser
- 24 januari: Guldbaggegalan (Bästa originalmusik) - Lisa Nordström[17]
- 11 februari: Manifestgalan[18]
- 19 maj: Grammisgalan[19]
- 24 maj: Polarpriset - Iggy Pop och Ensemble Intercontemporain [20]
- 6 juni: Litteris et Artibus - Tommy Körberg, Cajsa-Stina Åkerström, Merit Hemmingson, Tomas Boström, Michael Weinius.[21]
- 19 september: Ulla Billquist-stipendiet: Molly Sandén[22]

## Årets album
Vänligen sortera soloartister på efternamn, musikgrupper på förstabokstaven (utan engelskans "The" och "A")

### A–G
- Arcade Fire - WE[23]
- Arctic Monkeys - The Car[24]
- Joakim Berg - Jag fortsätter glömma[25]
- Beyoncé– Renaissance[26]
- Björk - Fossora[27]
- Cleo - Missaoui[28]
- First Aid Kit - Palomino[29]

### H–R
- Anna von Hausswolff - Live at Montreaux Jazz Festival
- Jonathan Johansson - Om vi får leva[30]
- Kendrick Lamar - Mr. Morale & The Big Steppers[31]
- Les Big Byrd - Eternal Light Brigade[32]
- Lykke Li - EYEYE[33]
- Little Jinder - Salta Diamanter[34]
- Little Simz - No Thank You[35]
- Tove Lo - Dirt Femme[36]
- Jonas Lundqvist - Den okända floden[37]
- Willie Nelson – A Beautiful Time[38]
- Veronica Maggio - Och som vanligt händer det något hemskt[39]
- Moonica Mac - Part 2[40]
- Nordic Sad - Unity[41]
- Annika Norlin - Mentor[42]
- Molly Nilsson - Extreme[43]
- Sara Parkman - Eros Agape Philia[44]
- Phoenix - Alpha Zulu[45]
- Rammstein - Zeit[46]
- Rosalía - MOTOMAMI[47]

### S–Ö
- Scorpions – Rock Believer[48]
- Shout Out Louds - House[49]
- Slowgold - Kärlek[50]
- The Smile - A Light For Attracting Attention[51]
- Harry Styles - Harry's House[52]
- SZA - SOS[53]
- Taken By Trees - Another Year[54]
- Tove Styrke - Hard[55]
- Taylor Swift - Midnights[56]
- Tears for Fears – The Tipping Point[57]
- Viagra Boys - Cave World[58]
- Kurt Vile - Watch My Moves[59]
- The Weeknd - Dawn FM[60]
- Wet Leg - Wet Leg[61]
- Yeah Yeah Yeahs - Cool It Down[62]
- Yung Lean - Stardust[63]

## Årets singlar och hitlåtar
- Beyoncé - Break My Soul
- Fröken Snusk & Rasmus Gozzi - Rid mig som en dalahäst[64]
- Hannes ft. Waterbaby - Stockholmsvy
- Hooja - Livet på en pinne
- Harry Styles - As It Was
- Kendrick Lamar - N95
- Rosalía - BIZCOCHITO
- Taylor Swift - Anti-hero

## Avlidna

### Januari
- 6 januari – Calvin Simon, 79, amerikansk sångare och grundare av The Parliaments (Parliaments-Funkadelic)[65]
- 10 januari – Burke Shelley, 71, sångare och basist i Budgie.[66]
- 11 januari – Rosa Lee Hawkins, 76, amerikansk sångare i The Dixie Cups.[67]
- 12 januari – Ronnie Spector, 78, sångare i The Ronettes ("Be My Baby")[68]
- 13 januari – Fred Parris, 85, amerikansk sångare i The Five Satins.[69]
- 15 januari – Rachel Nagy, 48, amerikansk sångerska i The Detroit Cobras.[70]
- 20 januari – Meat Loaf, 74, amerikansk rocksångare.
- 22 januari – Don Wilson, 88, amerikansk gitarrist i The Ventures.[71]

### Februari
- 9 februari – Betty Davis, 77, amerikans funk sångerska.[72]
- 9 februari – Ian McDonald, 75, brittisk musiker och medgrundare av King Crimson och Foreigner.[73]
- 14 februari – Sandy Nelson, 83, amerikansk trummis.[74]
- 17 februari – Dallas Good, 48, kanadensisk sångare och gitarrist i The Sadies.[75]
- 19 februari – Gary Brooker, 76, sångare i Procol Harum ("A Whiter Shade of Pale").[76]
- 19 februari – Jane Marczewski (Nightbirde), 31, amerikansk sångerska.[77]
- 20 februari – Nils Lindberg, 88, svensk klassisk pianist och kompositör.[78]
- 22 februari – Mark Lanegan, 57, amerikansk sångare och låtskrivare i Screaming Trees.[79]

### Mars
- 12 mars – Traci Braxton, 50, amerikansk sångerska i The Braxtons.[80]
- 25 mars – Taylor Hawkins, 50, amerikansk trummis i Foo Fighters.[81]
- 30 mars – Tom Parker, 33, brittisk sångare i The Wanted.[82]

### April
- 5 april – Bobby Rydell, 79, amerikansk sångare.[83]
- 7 april – Birgit Nordin, 88, svensk operasångerska.[84]
- 9 april – Chris Bailey, 65, australisk sångare och medgrundare i The Saints.[85]
- 24 april – Andrew Woolfolk, 71, amerikans saxofonist i Earth, Wind & Fire.[86]

### Maj
- 1 maj – Ric Parnell, 70, brittisk trummis i Spinal Tap och Atomic Rooster.[87]
- 6 maj – Jewell (Jewell Caples), 53, amerikansk rappare.[88]
- 10 maj – Kjell Lönnå, 85, svensk körledare.[89]
- 11 maj – Trevor Strnad, 41, amerikansk sångare och grundare i The Black Dahlia Murder.[90]
- 13 maj – Lil' Keed (Raqhid Render), 24, amerikansk rappare[91]
- 17 maj – Vangelis, 79, grekisk musiker och kompositör (Aphrodite's Child, "Chariots of Fire")[92]
- 26 maj – Thorstein Bergman, 79, svensk sångare och låtskrivare.[93]
- 26 maj – Andy Fletcher, 60, brittisk keyboardspelare, medlem i Depeche Mode.[94]
- 26 maj – Alan White, 72, brittisk trummis (Yes, John Lennon).[95]
- 29 maj – Ronnie Hawkins, 87, amerikansk sångare i The Band.[96]
- 30 maj – Hempo Hildén, 69, svensk trumslagare.[97]

### Juni
- 4 juni – Alec John Such, 70, amerikansk basist i Bon Jovi.[98]
- 4 juni – Trouble (Mariel Semonte Orr), 34, amerikansk rappare.[99]
- 9 juni – Julee Cruise, 65, amerikansk sångare i bl.a. Twin Peaks.[100]
- 19 juni – Brett Tuggle, 70, amerikansk keyboardist i Fleetwood Mac[101]

### Juli
- 5 juli – Manny Charlton, 80, skotsk gitarrist i Nazareth.[102]
- 11 juli – Monty Norman, 92, brittisk kompositör ("The James Bond Theme")[103]
- 15 juli – Paul Ryder, 58, brittisk basist och medgrundare i Happy Mondays.[104]
- 19 juli – Q Lazzarus (Diane Luckey) , 61, amerikansk artist. ("Goodbye Horses")[105]
- 27 juli – JayDaYoungan (Javorius Tykies Scott), 24, amerikansk rappare.[106]
- 28 juli – Bernard Cribbins, 93, brittisk sångare och skådespelare.[107]
- 31 juli – Mo Ostin, 95, amerikansk skivbolagsikon.[108]

### Augusti
- 3 augusti – Nicky Moore, 75, brittisk sångare i Samson.[109]
- 4 augusti – Sam Gooden, 87, amerikansk sångare och grundare i The Impressions.[110]
- 5 augusti – Judith Durham, 79, australisk sångare (The Seekers, "I'll Never Find Another You")[111]
- 6 augusti – Torgny Söderberg, 77, svensk låtskrivare och producent ("Diggi loo diggi ley", "Kärleken är evig").[112]
- 7 augusti – Gord Lewis, 65, kanadensisk basist i Teenage Head.[113]
- 8 augusti – Olivia Newton-John, 73, australisk artist (Grease, "Xanadu")[114]
- 8 augusti – Lamont Dozier, 81, amerikansk låtskrivare (Holland-Dozier-Holland, Motown)[115]
- 8 augusti – Darryl Hunt, 72, brittisk basist i The Pogues.[116]
- 11 augusti – Darius Campbell Danesh, 41, skotsk musikalartist.[117]
- 15 augusti – Hans Magnusson, 73, svensk saxofonist i Thorleifs.[118]
- 22 augusti – Jerry Allison, 82, amerikansk trumslagare i The Crickets.[119]
- 25 augusti – Mable John, 91, amerikansk sångerska i The Raelettes.[120]

### September
- 5 september – Lars Vogt, 51, tysk klassisk pianist och dirigent.[121]
- 12 september – Ramsey Lewis, 87, amerikansk jazzmusiker och kompositör. ("The In Crowd")[122]
- 12 september – PnB Rock (Rakim Hasheem Allen), 30, amerikansk rappare ("Selfish").[123]
- 13 september – Jesse Powell, 51, amerikansk sångare ("You").[124]
- 14 september– David Andersson, 47, svensk gitarrist i Soilwork.[125]
- 21 september – Anton Fier, 66, amerikansk trummis, producent och medgrundare av The Feelies och The Golden Palominos.[126]
- 24 september – Pharoah Sanders, 81, amerikansk jazzmusiker.[127]
- 28 september – Coolio (Artis Leon Ivey Jr.), 59, amerikansk rappare ("Gangsta's Paradise")[128]

### Oktober
- 4 oktober – Loretta Lynn, 90, amerikansk countrymusiker och kompositör ("Coal Miner's Daughter").[129]
- 5 oktober - Ann-Christine Nyström, 76, finländsk sångerska.[130]
- 6 oktober - Jody Miller, 80 amerikansk sångerska.[131]
- 11 oktober - Willie Spence, 23, amerikansk sångare.[132]
- 13 oktober - Joyce Sims, 63, amerikansk sångerska och låtskrivare. ("Come into my life").[133]
- 20 oktober - Lucy Simon, 82, amerikansk kompositör och sångerska - syster till Carly Simon.[134]
- 25 oktober – Fredrik Karlsson, 55, svensk sångare.[135]
- 27 oktober – Hasse Burman, 96, svensk musiker och underhållare. ("Vi flytt int")[136]
- 28 oktober – Jerry Lee Lewis, 87, amerikansk rock'n'roll-musiker. ("Great Balls of Fire")[137]
- 28 oktober - D. H. Peligro, 63, amerikansk trummis i Dead Kennedys.[138]

### November
- 1 november - Takeoff (Kirschnik Khari Ball), 28, amerikansk rappare i Migos.[139]
- 4 november - Nicole Josy, 76, belgisk eurovision-sångare i Nicole & Hugo.[140]
- 5 november - Aaron Carter, 34, amerikansk barnstjärna och sångare ("I'm all about that", "I want candy")[141]
- 5 november - Mimi Parker, 55, amerikansk trummis och sångerska i Low.[142]
- 5 november - Tame One (Rahem Ross Brown), 52, amerikansk rappare i Artifacts.[143]
- 6 november - Hurricane G (Gloria Rodríguez), 52, amerikansk rappare i Def Squad.[144]
- 8 november – Claes-Göran Hederström, 77, svensk sångare ("Det börjar verka kärlek banne mej")[145]
- 8 november – Dan McCafferty, 76, sångare i skotska rockgruppen Nazareth 1968-2013. ("Love Hurts")[146]
- 9 november - Mattis Hætta, 63, norsk-samisk sångare.[147]
- 9 november - Garry Roberts, 72, irländsk gitarrist i The Boomtown Rats.[148]
- 10 november - Nik Turner, 82, brittisk flöjtist och saxofonist i Hawkwind.[149]
- 11 november – Sven-Bertil Taube, 87, svensk vissångare och skådespelare.[150]
- 11 november - Keith Levene, 65, brittisk gitarrist och medgrundare i The Clash och Public Image Ltd.[151]
- 17 november - B. Smyth (Brandon Smith), 28, amerikansk sångare och artist ("Twerkoholic").[152]
- 21 november – Wilko Johnson, 75, brittisk sångare, gitarrist och låtskrivare i Dr. Feelgood.[153]
- 22 november - Pablo Milanés, 79, kubansk musiker.[154]
- 23 november - Hugo Helmig, 24, dansk sångare och låtskrivare ("Please don't lie").[155]
- 25 november - Irene Cara, 63, amerikansk sångerska och låtskrivare ("Flashdance... What a feeling", "Fame")[156]
- 27 november - Jake Flint, 37, amerikansk countryartist.[157]
- 29 november - Johnny Andersson, 77, svensk gitarrist i Namelosers.[158]
- 30 november - Christine McVie, 79, brittisk sångare, låtskrivare och keyboardist i Fleetwood Mac.[159]

### December
- 1 december - Tord Sjöman, 82, svensk organist i Vikingarna.[160]
- 3 december – Svenne Hedlund, 77, svensk sångare och låtskrivare ("Cadillac", "Sunny Girl", "Bang a Boomerang")[161]
- 6 december - Jim Stewart, 92, amerikansk producent och skivbolagsdirektör för Stax Records (Otis Redding, Isaac Hayes)[162]
- 6 december - Jet Black, 84, brittisk trummis och medgrundare av The Stranglers ("Golden Brown", "Peaches")[163]
- 12 december - Angelo Badalamenti, 85, amerikansk kompositör ("Twin Peaks", "Blue Velvet")[164]
- 13 december - Grand Daddy I.U. (Ayub Bey), 54, amerikansk rappare.[165]
- 15 december - Dino Danelli, 78, amerikansk trummis i The Rascals.[166]
- 15 december - Shirley Eikhard, 67, kanadensisk musiker och låtskrivare ("Something to talk about").[167]
- 18 december - Terry Hall, 63, brittisk sångare och låtskrivare i The Specials ("A message to you Rudy", "Ghost Town")[168]
- 18 december - Martin Duffy, 55, brittisk keyboardist i Primal Scream, The Charlatans och The Chavs.[169]
- 23 december - Maxwell Fraser (Maxi Jazz), 65, brittisk sångare i Faithless ("Insomnia", "God is a DJ")[170]
- 26 december - Lasse Lönndahl, 94, svensk sångare ("Tangokavaljeren", "Visa mig hur man går hem", "Midnattstango")[171]
- 27 december - Jo Mersa Marley, 31, jamaicansk sångare - barnbarn till Bob Marley.[172]
- 29 december - Vivienne Westwood, 81, brittisk modeskapare som bl.a. designat kläder åt Sex Pistols.[173]
- 31 december - Jeremiah Green, 45, amerikansk trummis och medgrundare i Modest Mouse.[174]
- 31 december - Anita Pointer, 74, amerikansk sångerska och medgrundare i The Pointer Sisters ("I'm So Excited", "Jump").[175]